# Campeonato Europeu de Futsal Feminino de 2022
O Campeonato Europeu de Futsal Feminino de 2022, foi a segunda edição do Campeonato Europeu de Futsal Feminino, campeonato bianual de seleções europeias organizado pela União das Associações Europeias de Futebol (UEFA).
A fase final desta edição seria originalmente realizada em fevereiro de 2021, com as eliminatórias ocorrendo originalmente em 2020. No entanto, em 17 de junho de 2020, a UEFA anunciou que a fase final havia sido adiada para março de 2022, com as eliminatórias adiadas para 2021, devido à pandemia de COVID-19. O torneio foi novamente remarcado para julho de 2022, no mesmo local previamente escolhido, em Gondomar, Portugal.
A Espanha defendia o título, tendo vencido a primeira edição realizada em 2019. Na final, a Espanha conquistou seu bicampeonato ao empatar com Portugal por 3 a 3, e vencer nos pênaltis por 4 a 1.

## Qualificação
As seguintes equipes se classificaram para o torneio final.
| País       | Método de qualificação  | Data de qualificação  | Participações |
| ---------- | ----------------------- | --------------------- | ------------- |
| Rússia[!]  | Vencedor do Grupo 1     | 21 de outubro de 2021 | 1 (2019)      |
| Portugal   | Vencedor do Grupo 2     | 23 de outubro de 2021 | 1 (2019)      |
| Espanha    | Vencedor do Grupo 4     | 23 de outubro de 2021 | 1 (2019)      |
| Ucrânia    | Vencedor do Grupo 3     | 24 de outubro de 2021 | 1 (2019)      |
| Hungria[!] | Vice-campeão do Grupo 1 | 2 de maio de 2022     | Estreante     |

Em negrito estão as edições em que a seleção foi campeã, e em itálico estão as edições em que a seleção foi anfitriã.
- Nota: ^ A Rússia se classificou originalmente para o torneio de 2022 como vencedora do grupo 1, mas em 2 de maio de 2022, a UEFA baniu todos os clubes e equipes russos das competições europeias devido à invasão na Ucrânia. A Rússia foi substituída pela Hungria, que terminou em segundo lugar em seu grupo nas qualificatórias.[7]

### Sorteio final
O sorteio da fase final realizou-se em 28 de janeiro durante o intervalo do jogo da fase de grupos do Campeonato Europeu de Futsal de 2022 entre Portugal e Ucrânia. As quatro equipes foram sorteadas para duas semifinais sem nenhuma restrição.

## Local
Portugal foi selecionado em 16 de dezembro de 2021 entre as quatro equipes qualificadas para receber o torneio final. A fase final foi disputada no Multiusos de Gondomar, em Gondomar na Área Metropolitana do Porto, que também havia recebido a fase final da edição anterior.

## Resultados
Nas semifinais e na final, a prorrogação e os pênaltis são usados para decidir o vencedor, caso necessário; no entanto, nenhum tempo extra é usado na partida do terceiro lugar (artigo 16.02 e 16.03 do regulamento).

### Esquema
|  | Semifinais            | Semifinais            |       |                       | Final                 | Final |  |
|  |                       |                       |       |                       |                       |       |  |
|  | 1 de julho – Gondomar |                       |       |                       |                       |       |  |
|  | Portugal              | 6                     |       |                       |                       |       |  |
|  | Hungria               | 0                     |       |                       |                       |       |  |
|  |                       |                       |       |                       |                       |       |  |
|  |                       |                       |       |                       | 3 de julho – Gondomar |       |  |
|  |                       |                       |       |                       | Portugal              | 3 (1) |  |
|  |                       | Espanha (pen)         | 3 (4) |                       |                       |       |  |
|  |                       |                       |       |                       |                       |       |  |
|  |                       |                       |       |                       |                       |       |  |
|  |                       |                       |       |                       | Terceiro lugar        |       |  |
|  | 1 de julho – Gondomar | 1 de julho – Gondomar |       | 3 de julho – Gondomar | 3 de julho – Gondomar |       |  |
|  | Ucrânia               | 0                     |       | Hungria               | 1                     |       |  |
|  | Espanha               | 9                     |       |                       | Ucrânia               | 2     |  |

Todos os horários são locais, CEST (UTC+2), conforme listado pela UEFA (os horários locais estão entre parênteses).

### Semifinais
| 1 de julho         | Ucrânia | 0 – 9     | Espanha | Multiusos de Gondomar, Gondomar |
| 18:00 (17:00 WEST) |         | Relatório | Mayte 0' · Luci 7', 27' · Irene Córdoba 17' · Peque 18' · Ale de Paz 27' · Sanz 30' · Amelia 31' · Samper 37' | Árbitro: Daniele D'adamo        |

| 1 de julho         | Portugal                                                                                    | 6 – 0     | Hungria | Multiusos de Gondomar, Gondomar |
| 22:30 (21:30 WEST) | Pisko 12' · Pedreira 16' · Fifó 17' · Folk 22' (gc) · Cátia Morgado 34' · Lopes Pereira 36' | Relatório |         | Árbitro: Damian Grabowski       |

### Disputa de terceiro lugar
| 3 de julho         | Hungria     | 1 – 2     | Ucrânia                   | Multiusos de Gondomar, Gondomar |
| 15:30 (14:30 WEST) | Horváth 38' | Relatório | Tytova 8' · Volovenko 22' | Árbitro: Marjan Mladenovski     |

### Final
| 3 de julho         | Portugal                         | 3 – 3     | Espanha                        | Multiusos de Gondomar, Gondomar |
| 19:00 (18:00 WEST) | Ana Azevedo 11' · Pisko 18', 48' | Relatório | Ale de Paz 19', 34' · Sanz 43' | Árbitro: Chiara Perona          |

|                                     |       | Penalidades                      |  |
| Ana Azevedo Carla Vanessa Ana Pires | 1 − 4 | Peque Amelia Mayte Irene Córdoba |  |

## Transmissão
A lista a seguir são das emissoras que tem os direitos do torneio final. Para os países que não tiveram seus direitos vendidos, o campeonato foi transmitido através da UEFA TV.

### Nações participantes
| País                 | Emissora |
| -------------------- | -------- |
| Portugal (Anfitrião) | RTP      |
| Espanha              | TVE      |
| Hungria              | MTVA     |
| Ucrânia              | Suspilne |

### Outros países
Na Europa
| País/Região                                                                           | Emissora       |
| ------------------------------------------------------------------------------------- | -------------- |
| Albânia                                                                               | RTSH           |
| Andorra                                                                               | TVE            |
| Áustria                                                                               | ORF            |
| Bélgica · Luxemburgo                                                                  | RTBF VRT       |
| Bósnia e Herzegovina · Croácia · Eslovênia · Macedônia do Norte · Montenegro · Sérvia | Sport Klub     |
| Bulgária                                                                              | BNT            |
| Cazaquistão                                                                           | Kazsport       |
| Chéquia                                                                               | Česka Televize |
| Finlândia                                                                             | Yle            |
| Itália · Vaticano                                                                     | RAI            |
| Moldávia · Roménia                                                                    | TVR            |
| Polónia                                                                               | TVP            |
| Turquia                                                                               | TRT            |

Fora da Europa
| País/Região | Emissora                                        |
| --- | ----------------------------------------------- |
| China | CCTV                                            |
| Argentina · Bolívia · Chile · Colômbia · Costa Rica · Cuba · El Salvador · Equador · Guatemala · Honduras · Jamaica · México · Nicarágua · Panamá · Paraguai · Peru · Porto Rico · República Dominicana · Uruguai · Venezuela                           | ESPN TUDN (somente Estados Unidos e Porto Rico) |
| Estados Unidos | ESPN TUDN (somente Estados Unidos e Porto Rico) |
| Arábia Saudita · Argélia · Bahrein · Catar · Chade · Djibuti · Egito · Emirados Árabes Unidos · Iêmen · Irão · Iraque · Jordânia · Kuwait · Líbano · Líbia · Mauritânia · Marrocos · Omã · Palestina · Síria · Somália · Sudão · Sudão do Sul · Tunísia | BeIN Sports                                     |